# Arthur Grimble
Sir Arthur Francis Grimble (Hong Kong, 11 giugno 1888 – Londra, 13 dicembre 1956) è stato uno scrittore e funzionario britannico.

## Biografia
Avendo integrato il Colonial Office, divenne cadet administrative officer alle isole Gilbert nel 1914 ed infine Resident Commissioner della colonia britannica delle isole Gilbert ed Ellice nel 1926 (dopo esserlo stato ad interim dal 1919 al 1922). Divenne governatore nelle Seychelles nel 1932 e morì a Londra nel 1956.
Raccolse i miti e le tradizioni orali del popolo kiribati di cui imparò la lingua, il gilbertese.
Autore di best seller: A Pattern of Islands (John Murray, Londra 1952) e Return to the Islands (1957).
Emissioni radiofoniche sulla BBC molto popolari e anche un film che lo mise in scena: Pacific Destiny.
Il suo lavoro scientifico è riassunto in H.E. Maude (sotto la direzione di), Tungaru Traditions: writings on the atoll culture of the Gilbert Islands, University of Hawaii Press, Honolulu, 1989, ISBN 0824812174.